# Wit Studio

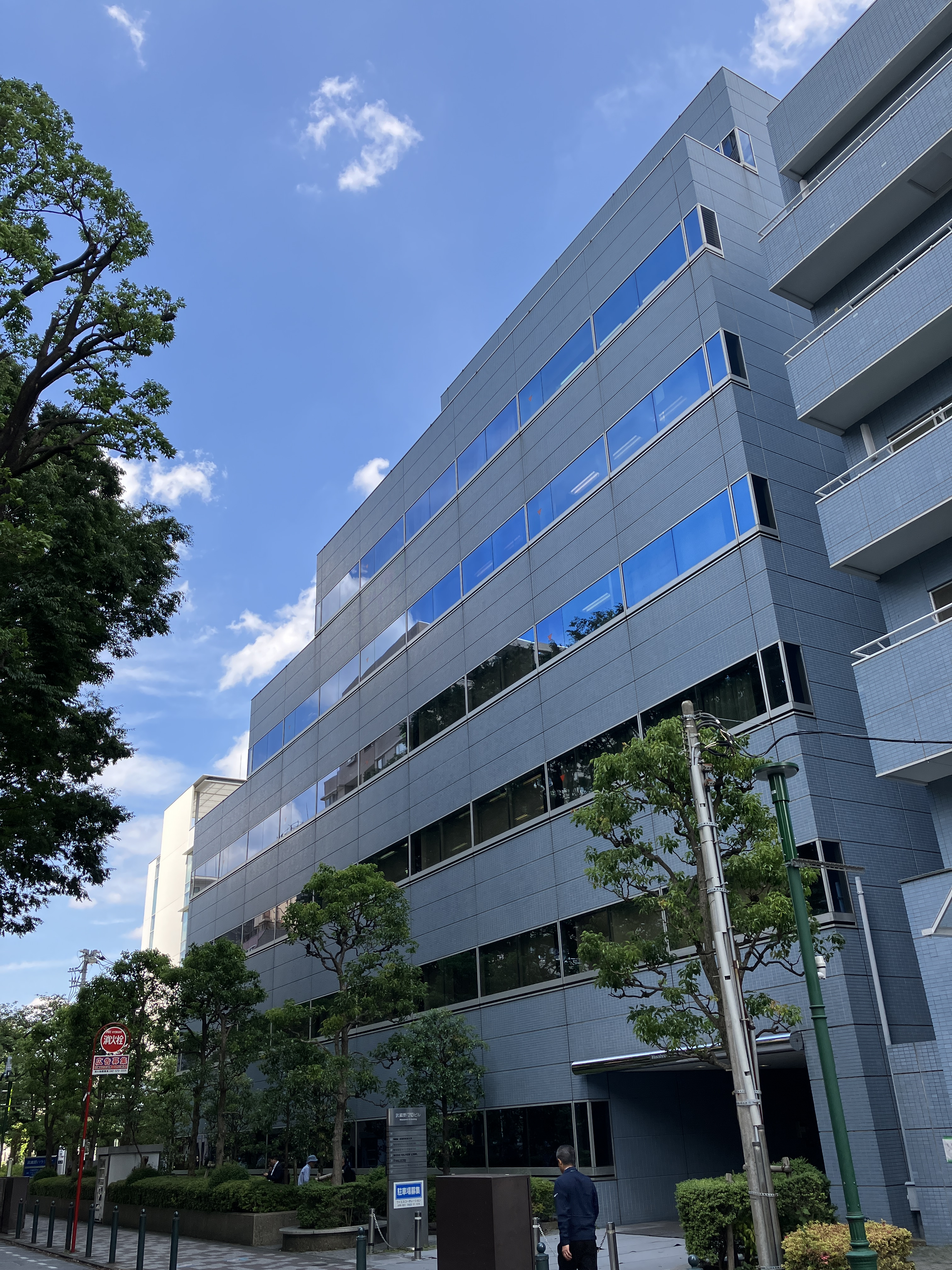
Musashino YS Building

K.K. Wit Studio (jap. 株式会社ウィットスタジオ, Kabushiki-gaisha Witto Sutajio, engl. WIT STUDIO, Inc.) ist ein japanisches Anime-Produktionsstudio mit Sitz in Musashino. Es wurde am 1. Juli 2012 von Jōji Wada (George Wada), einem früheren Produzenten beim Studio Production I.G, gegründet und gehört mehrheitlich zu Production I.Gs Holding IG Port. Erstes Werk des Studios war die erfolgreiche Anime-Adaption der Mangaserie Attack on Titan.

## Werke

### Fernsehserien
- 2013: Attack on Titan
- 2014: Hōzuki no Reitetsu
- 2015: The Rolling Girls
- 2015: Seraph of the End – Battle in Nagoya
- 2015: Seraph of the End – Vampire Reign
- 2016: Kōtetsujō no Kabaneri
- 2017: The Ancient Magus’ Bride
- 2017: Attack on Titan
- 2017: Hōzuki no Reitetsu Dai-ni-ki
- 2018: After the Rain
- 2018: Attack on Titan
- 2018: Hōzuki no Reitetsu Dai-ni-ki Sono Ni
- 2019: Vinland Saga

### Weitere Anime-Produktionen
- 2013: Hal (Film)
- 2014: Attack on Titan: Feuerroter Pfeil & Bogen (Film)
- 2014: Hōzuki no Reitetsu (OVA)
- 2014: Shingeki no Kyojin (OVA)
- 2015: Gekijōban Shingeki no Kyojin Kōhen – Jiyū no Tsubasa (Film)
- 2016: The Ancient Magus’ Bride: Those Awaiting a Star (OVA)
- 2018: Gekijōban Shingeki no Kyojin Season 2 – Kakusei no Hōkō (Film)
- 2019: Hello WeGo! (Film)